# Kapellen (stacja kolejowa)
Kapellen (nid: Station Kapellen) – stacja kolejowa w Kapellen, w prowincji Antwerpia, w Belgii. Znajduje się na linii Antwerpia - Rotterdam. 

## Linie kolejowe
- Linia 12 Antwerpia – Lage Zwaluwe

## Połączenia
W tygodniu
| Typ pociągu | Trasa                              | Częstotliwość |
| ----------- | ---------------------------------- | ------------- |
| IC 22       | Bruxelles-Midi - Antwerpia - Essen | 1x/h          |
| L           | Puurs - Antwerpia - Roosendaal     | 1x/h          |
| P 7200      | Roosendaal - Antwerpia Centralna   | 2x/dzień      |

Weekendy
| Typ pociągu | Trasa                            | Częstotliwość |
| ----------- | -------------------------------- | ------------- |
| L           | Lokeren - Antwerpia - Roosendaal | 1x/h          |
| P           | Essen - Antwerpia - Heverlee     | W niedzielę   |